# رون أوير
رون أوير (بالإنجليزية: Ron Auer)‏ هو سياسي أمريكي، ولد في 24 يناير 1950. حزبياً، نشط في الحزب الديمقراطي. وقد انتخب عضو مجلس نواب ولاية ميسوري.